# GemRB
 (septembre 2012).
GemRB est un moteur de jeu vidéo destiné aux jeux de rôle en 3D isométrique et distribué sous licence libre. Son nom vient de l'anglais Game engine made (with) (pre)Rendered Background, ce qui veut grossièrement dire en français : « moteur de jeu créé à partir d'un arrière-plan préétabli ».
GemRB est une implémentation portative du moteur de jeu vidéo de BioWare, l'Infinity Engine, en licence libre. Il est conçu pour prendre en charge les jeux de rôle en 3D isométrique basés sur les règles D&D (Dungeons & Dragons) conçus par Bioware et distribués par Interplay (voir la liste des jeux supportés). Il devrait fonctionner sur GNU/Linux, Microsoft Windows, Mac OS X et probablement d'autres systèmes dérivés d'UNIX. Il est distribué sous licence GNU GPL.
GemRB permet également d'utiliser des jeux fonctionnant avec l'Infinity Engine tels que Baldur's Gate II: Shadows of Amn sous d'autres systèmes que Windows (GNU/Linux notamment).
Le moteur étant toujours en développement en 2013, il ne permet pas d'offrir toutes les fonctionnalités présentes dans l'Infinity Engine.